# SEAT IBL
El SEAT IBL es un prototipo tipo berlina coupé que SEAT presentó en el salón de Frankfurt de 2011. Su denominación “IB”  viene  de” Ibérica” haciendo referencia a la península ibérica y la letra “L” significa “Limusina”.
Entre sus rasgos más llamativos destacan sus faros a base doble tira LED, o sus llantas de aleación de 20 pulgadas de brazos múltiples y su llamativo color rojizo.
La instrumentación está compuesta por dos grupos de indicadores. Uno de ellos está justo detrás del volante y otro en la consola.  Ambos están cubiertos por la misma pieza de cristal. La pantalla que está justo detrás del volante se puede configurar en varios colores y según tres programas: «Travel», «Sport», y «Efficiency». Este último está indicado cuando «interesa un bajo consumo y poder aprovechar todas las ventajas de la propulsión híbrida». 
En la pantalla del centro aparece la información de los sistemas de entretenimiento, comunicación e información. El navegador puede conectarse a internet (Google Earth) para obtener información del tráfico en tiempo real.  Las funciones de la pantalla central se controlan desde unas superficies táctiles que hay en los radios del volante.

## Medidas
El IBL Concept mide 4,67 m de largo y 1,85 m de ancho. La distancia entre ejes es de 2,71 m. 
Nota
- Es el segundo prototipo que hace SEAT de una berlina deportiva del segmento D. La primera fue el SEAT Bolero de 1998. Este modelo avanza lo que habría podido ser la berlina deportiva de SEAT, en un futuro estilo al Volkswagen Passat CC y Audi A5 Sportback, incluso se rumoreó que podría usar el nombre de Bolero, si hubiera llegado a fabricarse.